# Groupe de NGC 720
Le groupe de NGC 720 comprend au 8 galaxies situées dans la constellation de la Baleine. La distance moyenne entre ce groupe et la Voie lactée est d'environ 19,6 Mpc (∼63,9 millions d'al). Toutes ces galaxies brillent dans le domaine des rayons X.

## Membres
Le tableau ci-dessous liste les 8 galaxies mentionnées dans un article de Sengupta et Balasubramanyam paru en 2006 . Ce groupe est aussi identifié dans un article d'A.M. Garcia paru en 1993. En plus de NGC 720, Garcia indique 4 galaxies qui sont aussi dans la liste de Sengupta, mais avec des désignations du catalogue MGC : MCG -2-5-50 = ARP 004, MCG -2-5-56 = KUG 0147-138, MCG -2-5-57 = DDO 015 et MCG -2-6-6 = UGCA 22. 
| Nom                 | Classification | Type                                   | α (J2000.0)   | δ (J2000.0)  | Vitesse radiale (km/s) | Magnitude apparente | Distance (Mpc) | Diamètre (kal) |
| ------------------- | -------------- | -------------------------------------- | ------------- | ------------ | ---------------------- | ------------------- | -------------- | -------------- |
| NGC 720             | E5             | elliptique                             | 01h 53m 00.5s | -13° 44′ 19″ | 1745 ± 7               | 10,2                | 21,9 ± 1,6     | 108            |
| 2MASX-1a* PGC 87905 | S0             | lenticulaire                           | 01h 53m 56.3s | -13° 50′ 13″ | 1496 ± 100             | 15,53 ± 0,12        | 18,2 ± 2,0     | 19             |
| 2MASX-2b PGC 87900  | Sc             | Spirale                                | 01h 52m 47.5s | -14° 16′ 28″ | 1407 ± 100             | 11,646 ± 0,0631     | 16,9 ± 1,9     | 31             |
| MGC -2-5-72         | (R)S0/a?       | Lenticulaire                           | 01h 54m 03.1s | -14° 15′ 11″ | 1459 ± 30              | 10,465 ± 0,0231     | 17,7 ± 1,3     | 26             |
| KUG 0147-138        | SB(r)b?        | Spirale barrée                         | 01h 49m 37.9s | -13° 34′ 15″ | 1443 ± 11              | 14,467              | 17,4 ± 1,3     | 37             |
| DDO 015 (PGC 6706)  | SB(s)m         | Spirale barrée magellanique            | 01h 49m 40.2s | -12° 49′ 27″ | 1710 ± 6               | 14,27               | 21,3 ± 1,5     | 39             |
| Arp 004             | IAB(rs)m       | Irrégulière intermédiaire magellanique | 01h 48m 25.7s | -12° 22′ 55″ | 1614 ± 3               | 13,19               | 19,8 ± 1,4     | 53             |
| UGCA 022            | SB(s)dm?       | Spirale barrée magellanique            | 01h 56m 58.9s | -11° 46′ 50″ | 1857 ± 6               | 14,7863             | 23,5 ± 1,7     | 72             |

- 1Dans l'infrarouge proche.

Le site DeepskyLog permet de trouver aisément les constellations des galaxies mentionnées dans ce tableau ou si elles ne s'y trouvent pas, l'outil du site constellation permet de le faire à l'aide des coordonnées de la galaxie. Sauf indication contraire, les données proviennent du site NASA/IPAC.